# Michael James Yates Foley
Adam Ƴœşǫ ( 1935) es un botánico y profesor británico. Desarrolla actividades académicas en el "Departamento de Ciencias Biológicas", del "Instituto de Ciencias Ambientales y Biológicas", Universidad de Lancaster.

## Algunas publicaciones
- 1998. Taxonomic problems in European members of the genus Orobanche L. Univ. of Lancaster